# Duel de titans
Duel de titans (títol original en anglès: Gunfight at the O.K. Corral) és una pel·lícula estatunidenca dirigida per John Sturges i estrenada l'any 1957. Nova versió cinematogràfica d'un dels episodis històrics més emblemàtics dels Estats Units, aquesta vegada protagonitzada pels grans Kirk Douglas i Burt Lancaster.Ha estat doblada al català.

## Crítica
Una nova versió del duel a l'OK Corral (de fet aquest és el títol original), en esta ocasió amb altres dos especialistes del gènere, Burt Lancaster i Kirk Douglas, fent de Wyatt Earp i "Doc" Holliday respectivament. Aquesta visió de l'enfrontament entre els Earp i els Clanton és més fidel a la Història que My Darling Clementine, però se centra sobretot en l'estranya relació d'amistat entre els dos personatges, en teoria molt diferents. Això sí, tant a aquesta com a la de Ford predomina l'element romàntic, que era imprescindible en tota pel·lícula de l'època.

## Repartiment
- Burt Lancaster: Wyatt Earp
- Kirk Douglas: John "Doc" Holliday
- Rhonda Fleming: Laura Denbow
- Jo Van Fleet: Kate Fisher
- John Ireland: Johnny Ringo
- Lyle Bettger: Ike Clanton
- Dennis Hopper: Billy Clanton
- Frank Faylen: Cotton Wilson
- Earl Holliman: Charles Bassett
- Ted De Corsia: Pierce
- Whit Bissell: John P. Clum
- DeForest Kelley: 	Morgan Earp
- Kenneth Tobey: Bat Masterson
- Lee Van Cleef: Ed Bailey
- Brian G. Hutton: Rick
- Jack Elam: Tom